# Pastena
Pastena ist eine italienische Gemeinde in der Provinz Frosinone in der Region Latium mit 1284 Einwohnern (Stand 31. Dezember 2023). Sie liegt 110 km südöstlich von Rom und 33 km südöstlich von Frosinone.

## Geographie
Pastena liegt in den Monti Ausoni.
Es ist Mitglied der Comunità Montana Monti Ausoni.
Die Nachbarorte sind Castro dei Volsci, Falvaterra, Lenola (LT), Pico und San Giovanni Incarico.

## Bevölkerungsentwicklung
| Jahr      | 1861 | 1881 | 1901 | 1921 | 1936 | 1951 | 1971 | 1991 | 2001 |
| --------- | ---- | ---- | ---- | ---- | ---- | ---- | ---- | ---- | ---- |
| Einwohner | 2435 | 2525 | 2819 | 3002 | 2809 | 2520 | 1908 | 1715 | 1672 |

Quelle: ISTAT

## Politik
Arturo Gnesi (Lista Civica: Insieme per Pastena) wurde am 5. Juni 2016 zum neuen Bürgermeister gewählt.